# Línea T5 (Tranvía de París)
La Línea T5 de tranvía es una de las líneas de la red de Tranvía de la Île de France sobre neumáticos que une Saint-Denis, Pierrefitte-sur-Seine y Sarcelles. Su recorrido, de 6,6 km de longitud, cuenta con 16 estaciones en cuatro comunas entre los departamentos de Sena-San Denis y Valle del Oise. Entró en servicio en julio de 2013 tras cinco años de obras.

## Trazado y estaciones
|  |   |  | estaciones                     | Lat/Long                                   | zona | municipio                         | correspondencia |
|  | - |  | ------------------------------ | ------------------------------------------ | ---- | --------------------------------- | --------------- |
|  | o |  | Marché de Saint-Denis          | 48°56′19″N 2°21′21″E / 48.938623, 2.355883 | 3    | Saint-Denis                       | andando         |
|  | o |  | Baudelaire                     | 48°56′32″N 2°21′24″E / 48.942337, 2.356757 | 3    | Saint-Denis                       |                 |
|  | o |  | Roger Sémat                    | 48°56′40″N 2°21′25″E / 48.944522, 2.356972 | 3    | Saint-Denis                       |                 |
|  | o |  | Guynemer Stade Auguste Delaune | 48°56′53″N 2°21′27″E / 48.948031, 2.357379 | 3    | Saint-Denis                       | andando         |
|  | o |  | Petit Pierrefitte              | 48°57′09″N 2°21′29″E / 48.952526, 2.358001 | 3    | Pierrefitte                       |                 |
|  | o |  | Joncherolles                   | 48°57′20″N 2°21′30″E / 48.955694, 2.358347 | 3    | Pierrefitte                       |                 |
|  | o |  | Suzanne Valadon                | 48°57′33″N 2°21′32″E / 48.959146, 2.358754 | 3    | Pierrefitte                       |                 |
|  | o |  | Mairie de Pierrefitte          | 48°57′48″N 2°21′35″E / 48.963331, 2.35972  | 4    | Pierrefitte                       |                 |
|  | o |  | Alcide d'Orbigny               | 48°57′56″N 2°21′48″E / 48.965592, 2.363335 | 4    | Pierrefitte                       |                 |
|  | o |  | Jacques Prévert                | 48°58′16″N 2°21′58″E / 48.971092, 2.366146 | 4    | Pierrefitte                       |                 |
|  | o |  | Butte Pinson Parc Régional     | 48°58′26″N 2°21′58″E / 48.973931, 2.366071 | 4    | Pierrefitte, Montmagny, Sarcelles |                 |
|  | o |  | Les Cholettes                  | 48°58′39″N 2°22′17″E / 48.977607, 2.371425 | 4    | Sarcelles                         |                 |
|  | o |  | Les Flanades                   | 48°58′36″N 2°22′38″E / 48.976649, 2.377304 | 4    | Sarcelles                         |                 |
|  | o |  | Paul Valéry                    | 48°58′45″N 2°22′47″E / 48.979304, 2.379858 | 4    | Sarcelles                         |                 |
|  | o |  | Lochères                       | 48°58′42″N 2°23′08″E / 48.978439, 2.385452 | 4    | Sarcelles                         |                 |
|  | o |  | Garges - Sarcelles             | 48°58′36″N 2°23′26″E / 48.976732, 2.390572 | 4    | Sarcelles, Garges-lès-Gonesse     |                 |